# تكساتي
تِكْسَاتِيْ (بالإنجليزية: Tixati)‏ هوَ برنامج وَعميل تورنت مغلق المصدر يعملُ على نظامي التشغيل لينكس وَويندوز مبرمَج بلغة سي++. يتوفر بإصدارات مستقلة وَمحمولة معَ كل إصدار جديد للعميل.

## مميزات
بالإضافة إلى الوظائِف الأساسية لمشاركة ملفات تورنت، يُوفر تكساتي غُرَف دردشة متكاملة لكلِ قناة وَميزة الرّسائل الخاصّة المشفّرة. يمكن لِغرف الدردشة أن تكونَ إمّا عامة أو سرية. يُتيح للمستخدمين اختيارياً مُشاركة قوائم المغناطيس (أو ماغنت) أو روابطها والتي يمكن بعد ذلك البحث عنها عبرَ جميع القنوات التي ينضم إليها المستخدم.يدعمُ أيضًا استعراض قائمة مشاركة مستخدم معين كقوائمَ شخصية. كما تتيح القنوات أيضًا بث الوسائط الصوتية والفيديو.

### فوبنو
منذ 20 يوليو 2017، صارَ مطورو تكساتي يُصدرون تحديثات منتظمة لنظام مشاركة الملفات ند لند جديد (الشبكة والعميل) يُدعى فوبنو (بالإنجليزية: Fopnu)‏. لديهِ واجهة مشابهة لِتكساتي غيرَ أنّ فوبنو ليسَ بعميل تورنت.

## استقبال
في عام 2012 ، أدرجه موقع تورنت فريك ضمنَ أفضل 10 بدائل لِيوتورنت. في نفس العام ، حصلَ على مُراجعة إيجابية من جيهاكس. أشادت بهِ مُراجعة عام 2014 على موقع BestVPN.com لتصميمهِ الخفيف. في مايو 2015، كانَ تكساتي عميل تورنت الخامس الأكثر شهرة من قبل جمهور لايف هاكر.
في 6 يناير 2017 ، أعلن المطور عنِ الإصدار 2.52 لاختبار ألفا للمستخدم، أضافَ وظيفة المنتديات المشفّرة إلى القنوات. جميع مشاركات المنتدى مرئية لجميع المستخدمين في القناة أو قد تكون خاصة حسب الاختيار، بين مستخدِمَين اثنين فقط. في مارس 2017، تم إدراجه كعميل تورنت شهير من طرفِ دليل توم. في ديسمبر 2017 ، حصل على مراجعة إيجابية من تك رادار. في يناير 2018 ، تمت مراجعته بشكل إيجابي من طرف لايف واير.

## أنظر أيضا
- مقارنة بين برامج بت تورنت
- نسبة استخدام عملاء تورنت
- وين مكس ميوزيك

## روابط خارجية
- الموقع الرسمي